# اونتوریا د لا کانترا
هنتریا د لا کانترا (به اسپانیایی: Hontoria de la Cantera) یک شهرستان در اسپانیا است.